# 威林登侯爵
威林登侯爵（Marquess of Willingdon）属于联合王国贵族爵位，创设于1936年5月26日。
此前，费尔曼·费尔曼-托马斯曾于1910年被册封为萨塞克斯郡罗顿（Ratton）的威林登男爵。 于1924年6月23日获封为萨塞克斯郡罗顿（Ratton）之威林登子爵。当他卸任加拿大总督時，他又于1931年2月20日被册封为萨塞克斯郡威林登的拉滕登子爵（Viscount Ratendone）和威林登伯爵。 其中，子爵头衔属礼节性头衔，只有时任伯爵的爵位继承人兼长子方可使用。以上爵位均属于联合王国贵族爵位。费尔曼·费尔曼-托马斯死后，爵位由他唯一在世的儿子伊尼戈继承。伊尼戈无子女，因此在他去世后，上述封号一并废除。
迄今，这是英国历史上，最后一个创设的侯爵爵位。

## 威林登侯爵 （1936年）
- 第一代威林登侯爵费尔曼·费尔曼-托马斯（1866年—1941年）
- 第二代威林登侯爵伊尼戈·布拉西·费尔曼-托马斯（Inigo Brassey Freeman-Thomas）（1899年—1979年）